# Шахбазов, Парвиз Октай оглы
Шахбазов Парвиз Октай оглы (азерб. Şahbazov Pərviz Oqtay oğlu; род. 24 ноября 1969, Баку) — министр энергетики Азербайджана.

## Биография
Родился 24 ноября 1969 года в Баку. В 1992 году окончил Азербайджанскую государственную нефтяную академию.
В 1992—1996 годах — атташе посольства Азербайджана в Германии.
В 1996—2001 годах работал на различных позициях в Министерстве иностранных дел.
В 2001—2005 годах — советник, временный поверенный в делах посольства Азербайджана в Австрии.
В 2005 году являлся председателем Форума по сотрудничеству в области безопасности ОБСЕ.
Посол Азербайджана в Германии (9 августа 2005 — 6 сентября 2016).
Министр энергетики Азербайджана (С 12 октября 2017).